# Андре Дойч
Андре Дойч (англ. André Deutsch; 15 листопада 1917, Будапешт — 11 квітня 2000, Лондон) — британський видавець угорського походження, який заснував в 1951 році однойменну видавничу компанію.

## Біографія
Андре Дойч народився у Будапешті. Відвідав школу в Будапешті і у Відні. Аншлюс Австрії заставив його втекти з країни, оскільки він був євреєм, і він оселився в Британії.
Навчився видавничій справі після знайомства з Френсісом Олдором, засновником видавництва Aldor Publications, Лондон, з яким він був інтернований на острові Мен під час Другої світової війни. Згодом він працював у видавничій компанії Nicholson & Watson. Після війни Дойч заснував свою першу компанію, Allan Wingate, але через кілька років був витіснений одним з її директорів, Ентоні Гіббом. У 1952 році заснував видавництво André Deutsch Limited.
Його невеликий, але впливовий видавництво проіснувало до 1980-х років та видавало книги Джека Керуака, Воле Шоїнки, Ерла Лавлейса, Нормана Мейлера, Джорджа Мікеша, В. С. Найпола, Огдена Неша, Ендрю Робінсона, Філіпа Рота, Арт Шпігельмана, Джона Апдайка, Маргарет Етвуд , Чарльза Гідлі Вільєра і Гелен Ганфф. З Дойчем працювала видатний редактор Діана Атілл.
Андре Дойч помер у Лондоні 11 квітня 2000 року у віці 82 років.